# Gaißkogel
Der Gaißkogel, auch Gaiskogel, ist ein 2820 m ü. A. hoher Berg in den Stubaier Alpen im österreichischen Bundesland Tirol.

## Geografie
Der Gaißkogel liegt südlich des obersten Abschnittes des Sellraintales mit der Zirmbachalm (1792 m), wohin der Berg mit mehreren verzweigten Graten und Karen abfällt. Im Westen erstreckt sich das Skigebiet Kühtai bis in das Oberplenderle-Kar, wo die Drei-Seen-Hütte und die Plenderlesseen liegen. Nördlich dieses Kars verläuft ein ausgeprägter Grat zum 2590 m hohen Plenderlesseekopf. Nach Südwesten hin zieht sich ein felsiger Grat über die Gaißkogelscharte 2658 m und das 2808 m hohe Windegg hin zum 2807 m hohen Pockkogel. Im Osten liegt das Kraspestal, das bei Haggen in das Sellraintal einmündet. Die Gipfelregion des Gaißkogels hat auf allen Seiten felsigen Charakter, in den Lagen unterhalb von 2600 m dominiert Schrofengelände.

## Geschichte
In einer im Archiv von Stift Wilten verwahrten detaillierten Grenzbeschreibung der Pfarre Ampass aus der Zeit um 1400 wird der Berg als „Gaiskogel“ ersturkundlich genannt.

## Wege
Der Normalweg führt von Kühtai über die Plenderlesseen und die Gaißkogelscharte über steiles Blockwerk im Schwierigkeitsgrad I zum Gipfel. Dieser Anstieg wird im Winter auch als Skitour begangen, wobei als Abfahrt meist die steilen nordseitigen Rinnen und Kare zur Zirmbachalm oder nach Haggen genutzt werden. Der Aufstieg von Westen über den Plenderlesseekopf und den Westgrat ist mit einem Schwierigkeitsgrad von II-III deutlich schwieriger.